# キシロビオース
キシロビオース（Xylobiose）は、二分子のキシロースがβ-1,4-グリコシド結合してできた二糖である。